# Reimboldshausen (Kirchheim)

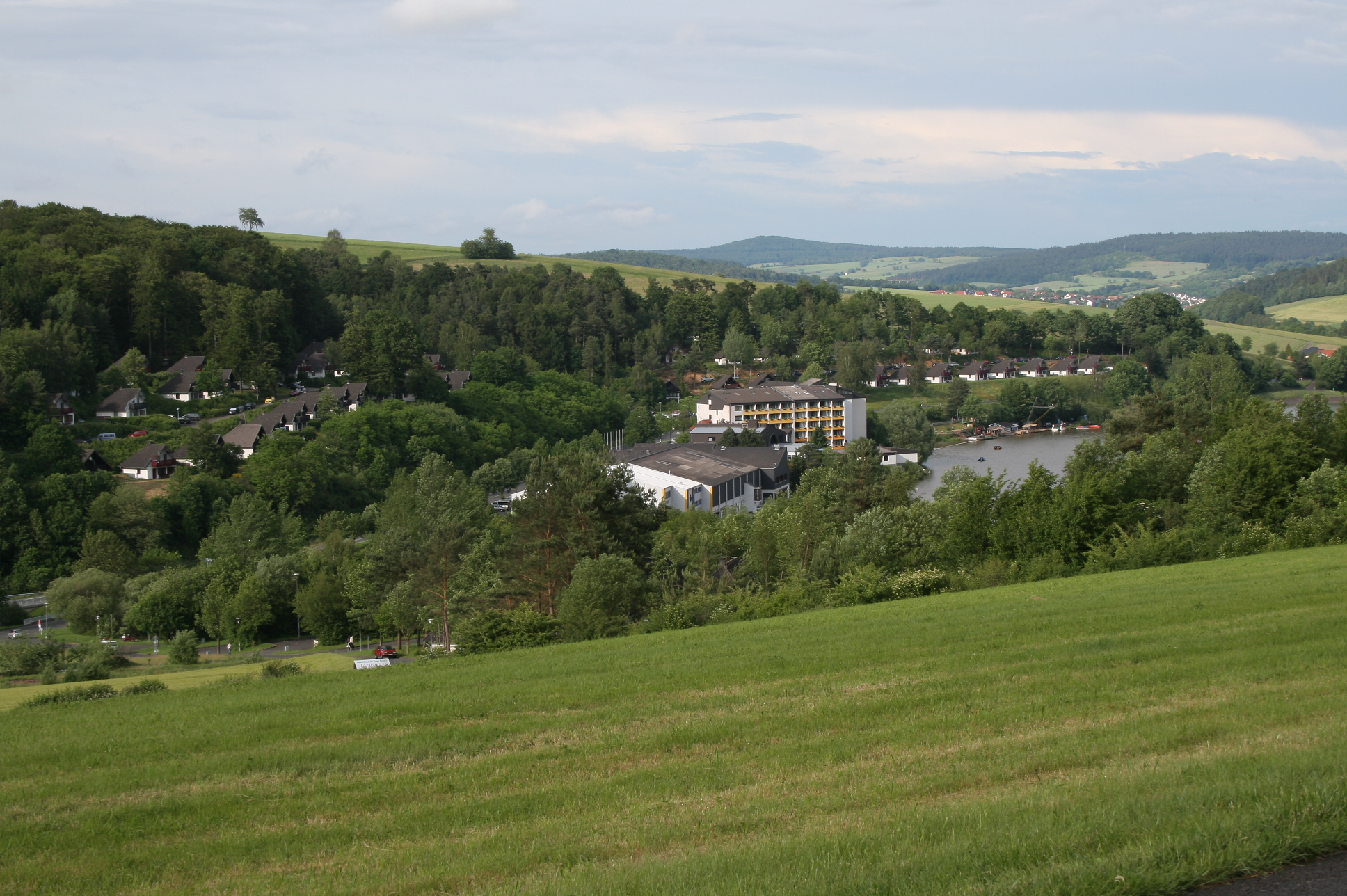
Der Seepark bei Reimboldshausen

Reimboldshausen ist ein Ortsteil der Gemeinde Kirchheim im osthessischen Landkreis Hersfeld-Rotenburg. Der Ort liegt etwa 3,5 km südwestlich des Kirchheimer Kernorts in den Südausläufern des Knüllgebirges. Durchflossen wird das Dorf von der Ibra, an der wenige Hundert Meter westlich des Dorfs in Richtung des Nachbarorts Kemmerode der Ibrastausee (auch Seepark genannt) liegt; Reimboldshausen befindet sich unterhalb des Staudamms.

## Geschichte

### Ortsgeschichte
Die älteste bekannte schriftliche Erwähnung von Reimboldshausen erfolgte im Jahr 1261. Es war Sitz der Herren „von Reinboldeshusen“. Weitere Erwähnungen erfolgten unter den Ortsnamen: „villa Reimbolshusen“ und „Rumelshusin“ sowie „Rymboldishusen“, dann „Rümmershusen“ und „Rymmelshausen“, sowie „Römelshusen“ zu „Grimmelshausen“ und letztlich zum heutigen Namen. Von 1431 bis 1531 war das Dorf eine Wüstung.
Zum 1. Februar 1971 wurde die bis dahin selbständige Gemeinde Reimboldshausen im Zuge der Gebietsreform in Hessen auf freiwilliger Basis in die Gemeinde Kirchheim eingegliedert. Für Reimboldshausen, wie für alle bei der Gebietsreform nach Kirchheim eingegliederten Gemeinden sowie für die Kerngemeinde, wurden Ortsbezirke mit Ortsbeirat und Ortsvorsteher nach der Hessischen Gemeindeordnung gebildet.
Das Dorf war am 22. August 1977 gegen 15:00 Uhr von einem Dammbruch der Staumauer des Ibrasees betroffen. Der Hochwasser-Stauinhalt von 500.000 m³ Wasser ergoss sich in einer bis zu drei Meter hohen Flutwelle durch das Tal.

### Verwaltungsgeschichte im Überblick
Die folgende Liste zeigt die Staaten und Verwaltungseinheiten, denen Reimboldshausen angehört(e):
- 1348: Heiliges Römisches Reich, Reichsabtei Hersfeld, Amt Niederaula
- ab 1378: Heiliges Römisches Reich, Landgrafschaft Hessen (1402–1458 Abtei Hersfeld), Amt Niederaula
- ab 1648: Heiliges Römisches Reich, Landgrafschaft Hessen-Kassel, Fürstentum Hersfeld, Amt Niederaula
- ab 1806: Landgrafschaft Hessen-Kassel, Fürstentum Hersfeld, Amt Niederaula
- 1807–1813: Königreich Westphalen, Departement der Werra, Distrikt Hersfeld, Kanton Niederaula
- ab 1815: Kurfürstentum Hessen, Fürstentum Hersfeld, Amt Niederaula[8]
- ab 1821/22: Kurfürstentum Hessen, Provinz Fulda, Kreis Hersfeld[9][Anm. 2]
- ab 1848: Kurfürstentum Hessen, Bezirk Hersfeld
- ab 1851: Kurfürstentum Hessen, Provinz Fulda, Kreis Hersfeld
- ab 1867: Königreich Preußen, Provinz Hessen-Nassau, Regierungsbezirk Kassel, Landkreis Fulda
- ab 1871: Deutsches Reich, Königreich Preußen, Provinz Hessen-Nassau, Regierungsbezirk Kassel, Kreis Hersfeld
- ab 1918: Deutsches Reich, Freistaat Preußen, Provinz Hessen-Nassau, Regierungsbezirk Kassel, Kreis Hersfeld
- ab 1944: Deutsches Reich, Freistaat Preußen, Provinz Kurhessen, Landkreis Hersfeld
- ab 1945: Amerikanische Besatzungszone, Groß-Hessen, Regierungsbezirk Kassel, Landkreis Hersfeld
- ab 1946: Amerikanische Besatzungszone, Land Hessen, Regierungsbezirk Kassel, Landkreis Hersfeld
- ab 1949: Bundesrepublik Deutschland, Land Hessen, Regierungsbezirk Kassel, Landkreis Hersfeld
- ab 1971: Bundesrepublik Deutschland, Land Hessen, Regierungsbezirk Kassel, Landkreis Hersfeld, Gemeinde Kirchheim[Anm. 3]
- ab 1972: Bundesrepublik Deutschland, Land Hessen, Regierungsbezirk Kassel, Landkreis Hersfeld-Rotenburg, Gemeinde Kirchheim

## Bevölkerung

### Einwohnerstruktur 2011
Nach den Erhebungen des Zensus 2011 lebten am Stichtag, dem 9. Mai 2011, in Reimboldshausen 81 Einwohner. Darunter waren keine Ausländer.
Nach dem Lebensalter waren 18 Einwohner unter 18 Jahren, 30 zwischen 18 und 49, 15 zwischen 50 und 64 und 18 Einwohner waren älter. Die Einwohner lebten in 30 Haushalten. Davon waren 3 Singlehaushalte, 9 Paare ohne Kinder und 12 Paare mit Kindern, sowie 3 Alleinerziehende und 3 Wohngemeinschaften. In 6 Haushalten lebten ausschließlich Senioren und in 18 Haushaltungen lebten keine Senioren.

### Einwohnerentwicklung
| Reimboldshausen: Einwohnerzahlen von 1834 bis 2015 | Reimboldshausen: Einwohnerzahlen von 1834 bis 2015 | Reimboldshausen: Einwohnerzahlen von 1834 bis 2015 | Reimboldshausen: Einwohnerzahlen von 1834 bis 2015 | Reimboldshausen: Einwohnerzahlen von 1834 bis 2015 |
| --- | -------------------------------------------------- | -------------------------------------------------- | -------------------------------------------------- | -------------------------------------------------- |
| Jahr |                                                    |                                                    |                                                    | Einwohner                                          |
| 1834 | 1834                                               |                                                    | 92                                                 | 92                                                 |
| 1840 | 1840                                               |                                                    | 93                                                 | 93                                                 |
| 1846 | 1846                                               |                                                    | 101                                                | 101                                                |
| 1852 | 1852                                               |                                                    | 95                                                 | 95                                                 |
| 1858 | 1858                                               |                                                    | 90                                                 | 90                                                 |
| 1864 | 1864                                               |                                                    | 106                                                | 106                                                |
| 1871 | 1871                                               |                                                    | 78                                                 | 78                                                 |
| 1875 | 1875                                               |                                                    | 67                                                 | 67                                                 |
| 1885 | 1885                                               |                                                    | 79                                                 | 79                                                 |
| 1895 | 1895                                               |                                                    | 65                                                 | 65                                                 |
| 1905 | 1905                                               |                                                    | 70                                                 | 70                                                 |
| 1910 | 1910                                               |                                                    | 73                                                 | 73                                                 |
| 1925 | 1925                                               |                                                    | 70                                                 | 70                                                 |
| 1939 | 1939                                               |                                                    | 80                                                 | 80                                                 |
| 1946 | 1946                                               |                                                    | 120                                                | 120                                                |
| 1950 | 1950                                               |                                                    | 115                                                | 115                                                |
| 1956 | 1956                                               |                                                    | 87                                                 | 87                                                 |
| 1961 | 1961                                               |                                                    | 66                                                 | 66                                                 |
| 1967 | 1967                                               |                                                    | 71                                                 | 71                                                 |
| 1970 | 1970                                               |                                                    | 76                                                 | 76                                                 |
| 1980 | 1980                                               |                                                    | ?                                                  | ?                                                  |
| 1990 | 1990                                               |                                                    | ?                                                  | ?                                                  |
| 2000 | 2000                                               |                                                    | ?                                                  | ?                                                  |
| 2006 | 2006                                               |                                                    | 86                                                 | 86                                                 |
| 2010 | 2010                                               |                                                    | 83                                                 | 83                                                 |
| 2011 | 2011                                               |                                                    | 81                                                 | 81                                                 |
| 2015 | 2015                                               |                                                    | 69                                                 | 69                                                 |
| Datenquelle: Historisches Gemeindeverzeichnis für Hessen: Die Bevölkerung der Gemeinden 1834 bis 1967. Wiesbaden: Hessisches Statistisches Landesamt, 1968. Weitere Quellen: LAGIS; Zensus 2011 Ab 2006 Daten jeweils zum Stichtag 31. Dezember des jeweiligen Jahres ohne Nebenwohnsitze |                                                    |                                                    |                                                    |                                                    |

### Historische Religionszugehörigkeit
| • 1885: | 79 evangelische (= 100 %) Einwohner                             |
| • 1961: | 58 evangelische (= 87,88 %), 4 katholische (= 6,06 %) Einwohner |

## Politik
Für den Ortsteil Reimboldshausen besteht ein Ortsbezirk (Gebiete der ehemaligen Gemeinde Reimboldshausen) mit Ortsbeirat und Ortsvorsteher nach der Hessischen Gemeindeordnung. Der Ortsbeirat besteht aus fünf Mitgliedern. Nach den Kommunalwahlen in Hessen 2021 gesteht der Ortsbeirat aus fünf fraktionslosen Mitgliedern. Diese wählten Harald Brill zum Ortsvorsteher.

## Sehenswürdigkeiten
Für die unter Denkmalschutz stehenden Kulturdenkmale des Ortes siehe die Liste der Kulturdenkmäler in Reimboldshausen.

## Verkehr
Durch Reimboldshausen führt die Kreisstraße 32 (Kemmerode–Reimboldshausen–Gershausen). Auf seinem Weg von Bad Hersfeld nach Kirchheim fährt der Bürgerbus montags bis freitags durch den Ort. Hier verkehrt auch das AST.